# みなみかた花菖蒲まつり
みなみかた花菖蒲まつり（みなみかたはなしょうぶまつり）は、宮城県登米市南方で開催される祭り。

## 概要
植栽面積は約5ヘクタール。平安初期の古今集にも詠われた幻の花といわれる6枚花の花且美（はなかつみ）を含む250種類60万本の花菖蒲が咲く。期間中の土曜日、日曜日には南方文化協会によるステージイベントや野点、商工会による出展コーナーも開催される。関連イベントとして、花菖蒲の郷公園の風景・花・まつり・野外彫刻をテーマとした写真コンクールなどがある。
園内には震災による被災箇所があるため、一部立ち入りを制限している区域もある。

## 沿革
- 2014年（平成26年）6月29日 - SCK GIRLSがライブ公演

## 公園所在地・会場
- 登米市南方町翌沢70

## 期間
- 毎年:6月中旬～7月初旬[3]（開花時期が年によって異なるので変動あり）

午前9時～午後4時30分（2012年の場合）
月曜日 休園

## 周辺のイベント
- 伊豆沼・内沼はすまつり
- 南くりこま高原 一迫ゆり園祭り

## 入園料・駐車場
- 入園料:無料
- 駐車場:あり 100台 無料

## アクセス
- JR東日本東北本線･瀬峰駅より佐沼行きバスで約15分「高石」下車、徒歩約15分
- 東北自動車道･築館ICより車で約20分

駐車場 無料（約100台）

## 関連
- 多賀城跡あやめまつり
- 山王史跡公園あやめ祭り
- 水郷潮来あやめまつり
- 水郷佐原あやめ祭り